# Ulica Ignacego Paderewskiego w Krakowie
Ulica Ignacego Paderewskiego – ulica w Krakowie, w dzielnicy I Stare Miasto, na Kleparzu.
Łączy rynek Kleparski z placem Jana Matejki. Jest jednojezdniowa.

## Historia
Ulica została w obecnym kształcie wytyczona w latach dziewięćdziesiątych XIX wieku, jako ulica łącząca rynek Kleparski z placem Jana Matejki, wcześniej bowiem oba te place tworzyły jedną całość. Początkowo nosiła nazwę ul. Targowisko, a w 1903 roku otrzymała nazwę ul. Adama Asnyka. W 1912 roku Rada Miasta Krakowa nadała ulicy obecną nazwę dla upamiętnienia Ignacego Jana Paderewskiego, polskiego pianisty, kompozytora, działacza niepodległościowego, męża stanu i polityka.
Na rogu ulicy Ignacego Paderewskiego i rynku Kleparskiego 8 dawniej mieszkał Ludwik Waryński. Od 2017 roku przy ul. Ignacego Paderewskiego 4 działa Żywe Muzeum Obwarzanka.

## Zabudowa
Obecna zabudowa ulicy ma charakter mieszkalny – stanowią ją głównie kamienice czynszowe powstałe w latach 90. XIX wieku i na początku wieku XX.
- ul. Ignacego Paderewskiego 1 (rynek Kleparski 20, pl. Jana Matejki 12) – gmach Dyrekcji Kolei Państwowych, projekt przysłany z Wiednia, 1888[a].
- ul. Ignacego Paderewskiego 2 (pl. Jana Matejki 13, ul. Basztowa 19) – gmach Główny Akademii Sztuk Pięknych. Projektował Maciej Moraczewski, 1879–1880[b].
- ul. Ignacego Paderewskiego 4 – kamienica, ok. 1880.

Opracowano na podstawie źródła: Gminnej ewidencji zabytków – Kraków.